# Валь, Джессика
Джессика Валь Монтеро (исп. Jessica Vall Montero; род. 22 ноября 1988 года, Барселона, Каталония, Испания) — испанская пловчиха, бронзовый призёр чемпионата мира (2015), трёхкратный призёр чемпионатов Европы, чемпионка Европы на короткой воде, трёхкратная чемпионка Средиземноморских игр. Участница Олимпийских игр 2016 и 2020 годов.

## Карьера
В 2013 году стала победительницей Средиземноморских игр на дистанции 200 метров брассом. На чемпионате Европы 2014 года выиграла бронзовую медаль на этой же дистанции. Выиграла бронзу на чемпионате мира 2015 года (снова 200 м брассом).

### Олимпийские игры 2016
Выступает за сборную Испании на Олимпиаде в Рио-де-Жанейро. В предварительном заплыве на дистанции 100 метров брассом приплыла шестой, с результатом 1 минута 7.07 секунды. С 14-м результатом вышла в полуфинал. В полуфинале приплыла восьмой, с результатом 1 минута 7.55 секунды. Не смогла выйти в финал, заняв 16-е место. В предварительном заплыве на 200 метров брассом приплыла третьей, с результатом 2 минуты 24.55 секунды. С одиннадцатым временем вышла в полуфинал. В полуфинале приплыла шестой, с результатом 2 минуты 24.22 секунды. Показала десятое время и не смогла выйти в финал.